# Cleveland Browns
O Cleveland Browns é um time profissional de futebol americano baseado em Cleveland, Ohio. Os Browns competem na National Football League (NFL) como um clube membro da divisão norte da American Football Conference (AFC). Os Browns jogam seus jogos em casa no Huntington Bank Field, inaugurado em 1999, com escritórios administrativos e instalações de treinamento em Berea, Ohio. As cores oficiais dos Browns são marrom, laranja e branco. Eles são os únicos da NFL a não ter um logotipo em seus capacetes.
A franquia foi fundada em 1945 pelo empresário Arthur B. McBride e pelo técnico Paul Brown como membro fundador da All-America Football Conference (AAFC). Os Browns dominaram a AAFC, compilando 47 vitórias, 4 empates e três derrotas nas quatro temporadas da liga e vencendo todos os campeonatos. Quando a AAFC faliu após a temporada de 1949, os Browns se juntaram à National Football League, juntamente com o San Francisco 49ers e o Baltimore Colts original. Os Browns ganharam um campeonato em sua temporada inaugural da NFL, assim como nas temporadas de 1954, 1955 e 1964, e em um feito inigualável em qualquer esporte profissional da América do Norte, eles jogaram na final do campeonato em cada uma das dez primeiras temporadas de existência. De 1965 a 1995, eles foram para os playoffs por 14 vezes, mas não ganharam outro campeonato nem apareceram no Super Bowl durante esse período.
Em 1995, o proprietário Art Modell, que havia comprado os Browns em 1961, anunciou planos de transferir a equipe para Baltimore. Após ameaças de ação legal da cidade de Cleveland e fãs, um acordo foi alcançado no início de 1996 que permitiu à Modell estabelecer o Baltimore Ravens como uma nova franquia enquanto mantinha os contratos de todos os funcionários da Browns. A propriedade intelectual dos Browns, incluindo nome da equipe, logotipos, instalações de treinamento e histórico, foi mantida em custódia e a franquia foi considerada pela NFL como suspensa, com uma nova equipe a ser estabelecida em 1999, seja por expansão ou relocação. Os Browns foram anunciados como uma equipe de expansão em 1998 e voltaram a NFL em 1999.
Desde a retomada das operações em 1999, os Browns têm lutado para encontrar o sucesso. Eles tiveram apenas duas temporadas vencedoras (2002 e 2007), uma aparição nos playoffs (2002) e nenhuma vitória nos playoffs. A franquia também foi notada por uma falta de estabilidade com os quarterbacks, tendo iniciado 30 jogadores na posição desde 1999. Até o final da temporada de 2017, o recorde de vitórias dos Browns desde o retorno à NFL em 1999 é de 88–216.
Em 2017, os Browns se tornaram apenas o segundo time na história da liga a terminar a temporada com um recorde de 0-16, juntando-se ao Detroit Lions de 2008. Os Browns detêm a mais longa seca dos playoffs na NFL, não indo em 15 temporadas.

## História
A história do Cleveland Browns começou em 1944, quando o magnata Arthur B. "Mickey" McBride garantiu uma franquia emCleveland na recém-formada All-America Football Conference (AAFC). Paul Brown foi o homônimo da equipe e o primeiro treinador. Os Browns começaram a jogar em 1946 no AAFC. Os Browns ganharam cada um dos quatro campeonatos antes de a liga ser dissolvida em 1949. A equipe então se mudou para a mais estabelecida National Football League (NFL), onde continuou a dominar. Entre 1950 e 1955, Cleveland chegou a Final do campeonato todos os anos, vencendo três vezes.
McBride e seus sócios venderam a equipe para um grupo de empresários de Cleveland em 1953 por um número inédito de US $ 600.000. Oito anos depois, a equipe foi vendida novamente, desta vez para um grupo liderado pelo executivo de publicidade de Nova York, Art Modell. Modell demitiu Brown antes da temporada de 1963, mas a equipe continuou a vencer. Os Browns ganharam o campeonato em 1964 e chegaram ao jogo do título na temporada seguinte, perdendo para o Green Bay Packers.
Quando a AFL e a NFL se fundiram antes da temporada de 1970, Cleveland tornou-se parte da nova American Football Conference (AFC). Os Browns voltaram aos playoffs em 1971 e 1972 mas caíram na mediocridade em meados da década de 1970.
Um revival dos bons tempos ocorreu em 1979 e 1980, quando o quarterback Brian Sipe projetou uma série de vitórias nos últimos minutos e os Browns vieram a ser chamados de "Kardiac Kids". Sob o comando de Sipe, no entanto, os Browns não passaram da primeira rodada dos playoffs. O quarterback Bernie Kosar, que os Browns selecionaram no Draft de 1985, levou o time a três finais da AFC no final dos anos 80, mas perdeu para o Denver Broncos.
Em 1995, Modell anunciou que estava transferindo os Browns para Baltimore, semeando uma mistura de indignação e amargura entre os fãs dedicados de Cleveland. Negociações e batalhas legais levaram a um acordo onde Modell foi autorizado a mover o time, mas Cleveland manteve o nome, as cores e a história dos Browns.
Depois de três anos de suspensão, enquanto o Cleveland Stadium foi demolido e o Huntington Bank Field foi construído em seu lugar, os Browns começaram a jogar novamente em 1999 sob o comando do novo dono Al Lerner. Os Browns lutaram ao longo dos anos 2000 e 2010, registrando um recorde de 88-216 desde seu retorno em 1999. Os Browns só tiveram duas temporadas vencedoras e uma aparição nos playoffs (2002) desde o retorno à NFL.
As lutas da equipe foram ampliadas desde 2012, quando a família Lerner vendeu a equipe para o empresário Jimmy Haslam. Em seis temporadas sob o comando de Haslam, os Browns passaram por quatro treinadores e quatro gerentes gerais, nenhum dos quais obteve sucesso. Em 2016 e 2017, sob o comando do treinador Hue Jackson, os Browns tiveram um recorde de 1-31, o pior período de dois anos na história da NFL, e receberam a primeira escolha geral de draft em cada um desses anos.

## Logotipos e uniformes

### Logotipos
Os Browns são o único time da National Football League sem o logo no capacete. A organização usou vários logotipos promocionais ao longo dos anos; os números dos jogadores foram pintados nos capacetes de 1957 a 1960; e um logotipo "CB" foi criado em 1965, mas durante boa parte de sua história, os capacetes dos Browns eram de uma cor laranja queimada sem adornos com uma faixa superior de marrom escuro (oficialmente chamada "seal brown") dividida por uma listra branca.
A equipe teve vários logotipos promocionais ao longo dos anos, como o mascote "Brownie Elf" ou um "B" marrom em uma bola branca. Enquanto Art Modell acabou com o Brownie Elf em meados da década de 1960, acreditando ser muito infantil, seu uso foi revivido sob a atual propriedade. A popularidade da seção Dawg Pound no Huntington Bank Field levou um cão marrom e laranja a ser usado para várias funções. Mas no geral, o capacete laranja, sem logotipo, continua como a principal marca registrada do Cleveland Browns.
Em 24 de fevereiro de 2015, a equipe revelou seus novos logotipos e marcas, sendo as únicas diferenças as pequenas alterações de cor no capacete, com o design do capacete permanecendo em grande parte como está.

### Uniformes
Os desenhos originais das camisas, calças e meias permaneceram praticamente os mesmos, mas os capacetes passaram por muitas revisões significativas ao longo dos anos. Os uniformes dos Browns tiveram sua primeira grande mudança antes da temporada de 2015.
Camisas: 1. Brown: Marrom (oficialmente "marrom selo") com números coloridos laranja e escrita, e uma seqüência de listras laranja-branco-laranja nas mangas.
2. Branco: branco com números e escrita laranja, com uma sequência de listras marrom-laranja-marrom.
3. Laranja: Laranja com numerais e escrita em branco, e uma seqüência de listras marrom-branco-marrom.
Calças: 1. Calça Marrom: Marrom com uma seqüência de listras laranja-branco-laranja, o outro terço é a palavra "BROWNS", escrita em laranja.
2. Branco: calça branca com listras marrom-laranja-marrom com "BROWNS" escrito em morrom.
3. Laranja - calça laranja com uma sequência de listras marrom-branco-marrom com "BROWNS" está escrito em marrom.
Meias: 1. Castanho Sólido.
2. branco sólido.
3. Laranja Sólida.
Capacete: Branco sólido (1946-1949); branco sólido para jogos diurnos e laranja sólida para jogos noturnos (1950-1951); laranja com uma única faixa branca (1952-1956); laranja com uma única faixa branca e numerais marrons nas laterais (1957-1959); laranja com uma sequência de faixas marrom-branco-marrom e numerais marrons nas laterais (1960); laranja com uma sequência de faixas marrom-branco-marrom (1961-1995 e 1999-presente).

## Rivalidades
O Cleveland Browns tem rivalidades com os três adversários do AFC North. Além disso, a equipe teve rivalidades históricas com Indianapolis Colts, Denver Broncos, Buffalo Bills e Detroit Lions.
O maior rival da equipe na AAFC foi o San Francisco 49ers, embora isso tenha esfriado e em alguns casos se transformado em um relacionamento amigável, já que os Browns agora jogam na AFC e os 49ers jogam na NFC. Além disso, muitos funcionários dos 49ers ajudaram no relançamento dos Browns em 1999.

### Rivalidades de divisão

#### Pittsburgh Steelers
Muitas vezes chamado de "Rivalidade Turnpike", o principal rival dos Browns tem sido o Pittsburgh Steelers. Embora os Browns tenham dominado essa rivalidade no início da série (vencendo os primeiros oito confrontos), os Steelers atualmente têm a vantagem de 74-58, tornando-se a mais antiga rivalidade na AFC.
O ex-proprietário dos Browns, Art Modell, agendou os jogos em casa contra o Steelers na noite de sábado, de 1964 a 1970, para ajudar a alimentar a rivalidade. A rivalidade também foi alimentada pela proximidade das duas equipes, o número de campeonatos que ambas as equipes venceram, jogadores e equipe que jogaram e/ou treinaram para ambos os lados. Embora a rivalidade tenha arrefecido em Pittsburgh devido a saída de Modell (assim como os Browns tiveram um recorde de 6-33 contra os Steelers desde que retornaram à liga em 1999, incluindo uma derrota nos playoffs), os Steelers ainda são os principais rivais de Cleveland.

#### Cincinnati Bengals
Originalmente concebida devido à animosidade pessoal entre Paul Brown e Art Modell, a "Batalha de Ohio" entre os Browns e os Cincinnati Bengals foi alimentada pelas diferenças socioculturais entre Cincinnati e Cleveland, uma história compartilhada entre as duas equipes, e até mesmo a similaridade das cores da equipe, desde que Brown usou o tom exato de laranja para os Bengals que ele usou para os Browns. (Embora isso tenha mudado desde então, como os Bengals agora usam um tom mais claro de laranja.)
Modell mudou os Browns para a AFC após a fusão AFL-NFL para ter uma rivalidade com os Bengals. A rivalidade também produziu dois dos oito jogos de maior pontuação na história da NFL. Cincinnati tem a vantagem de todos os tempos 50-39, tendo vencido a maioria dos jogos contra os Browns desde que retornou à NFL em 1999 (25 vitórias para Cincinnati e 12 vitórias para Cleveland).

#### Baltimore Ravens
Criada como resultado da controvérsia de realocação do Cleveland Browns, a rivalidade entre os Browns e os Ravens foi mais direcionada à Art Modell do que a própria equipe, e é simplesmente considerada um jogo de divisão em Baltimore. Ao contrário das outras duas rivalidades, esta é mais desequilibrada: os Ravens levam por 29-9.
Além disso, este confronto é mais amargo para Cleveland do que os outros, devido ao fato de que as escolhas de 1995 a 1998 resultaram no time que venceram o Super Bowl em 2000. Se os Browns tivessem ficado em Cleveland, essa equipe poderia ter dado o título aos Browns após uma seca de 35 anos. Esta amargura foi agravada quando os Ravens ganharam seu segundo Super Bowl em 2012.

### Outras rivalidades

#### Detroit Lions
A rivalidade do Lions começou na década de 1950, quando eles se enfrentaram em quatro finais da NFL. Os Lions ganhou três desses campeonatos, enquanto os Browns ganharam um. Esta foi sem dúvida uma das melhores rivalidades da NFL nos anos 50.
Desde a fusão NFL-AFL de 1970, as equipes se encontraram com muito menos frequência com a mudança dos Browns para o AFC. De 2002 a 2014, as duas equipes jogaram um jogo anual de pré-temporada conhecido como "Great Lakes Classic".

#### Buffalo Bills
A rivalidade dos Bills teve suas raízes na AAFC, quando havia uma equipe de Buffalo com o mesmo nome naquela liga. Os Browns e o AAFC Bills jogaram seis jogos, incluindo uma final de campeonato, antes de os Browns serem escolhidos para se unirem à NFL e os Bills serem dissolvidos.
Depois que a atual encarnação dos Bills se juntou à NFL, os Browns e os Bills se enfrentaram de tempos em tempos. Embora os Browns e os Bills estejam em diferentes divisões da AFC, uma rivalidade suave se desenvolveu entre as equipes devido às semelhanças entre Buffalo e Cleveland e compartilhou o infortúnio entre as equipes. Apesar desta "rivalidade" ser conhecida por jogos feios como uma vitória por 6-3 dos Browns em que Derek Anderson, quarterback dos Browns, completou apenas 2 dos 17 passes, houve alguns momentos competitivos entre Bills e Browns, como um jogo de playoffs em 1990.

#### Baltimore/Indianapolis Colts
A rivalidade de Colts foi quente na década de 1960. Os Browns ganharam dos Colts na final da NFL de 1964 (o último campeonato dos Browns) e os Colts se vingaram vencendo os Browns no final da NFL de 1968. Os Browns também venceram o Indianapolis Colts em um playoff de divisão de 1987.

#### Denver Broncos
Os Browns tiveram uma breve rivalidade com os Broncos que surgiram de três jogos da AFC championship games de 1986 a 1989. Em 1986, o quarterback, John Elway, levou o time a garantir um empate nos momentos finais; os Broncos venceram por 23-20 na prorrogação. Em 1987, no Mile High Stadium, Denver ficou com uma vantagem de 21-3, mas o quarterback dos Browns, Bernie Kosar, fez quatro passes para touchdown, empatando o jogo no quarto período. Depois de uma longa jornada, John Elway deu um passe de 20 jardas para Sammy Winder dar ao Denver uma vantagem de 38-31. Em 1989, no Mile High Stadium, os Broncos venceu facilmente por um placar de 37-21.

## Base de fãs
Um estudo de 2006 realizado pela Bizjournal determinou que os fãs de Browns são os fãs mais leais da NFL. O estudo, apesar de não ser científico, baseou-se em grande parte na fidelidade dos fãs durante as temporadas vencedoras e perdedoras, na participação em jogos e nos desafios enfrentados pelos torcedores (como mau tempo ou mau desempenho de longo prazo de sua equipe). O estudo observou que os fãs de Browns preencheram 99,8% dos assentos no Huntington Bank Field durante as últimas sete temporadas, apesar de um recorde combinado de 36-76 ao longo desse período.

### Dawg Pound

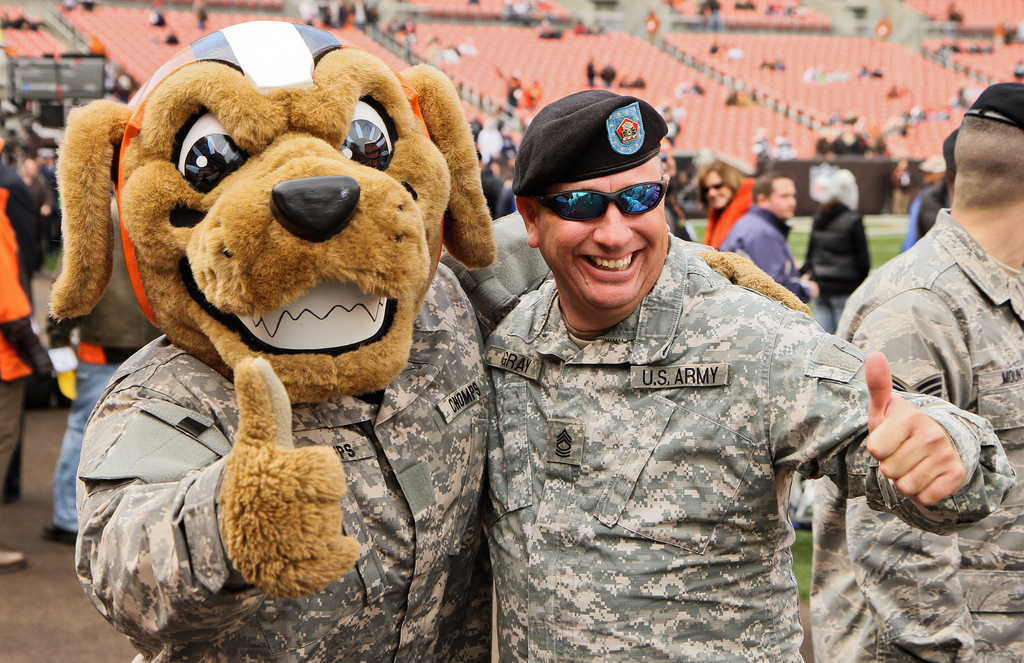
O mascote Chomps junto com membros da Guarda Nacional dos EUA no Huntington Bank Field.

Talvez os fãs dos Browns mais visíveis sejam aqueles que podem ser encontrados no Dawg Pound. Originalmente o nome da seção de arquibancada localizada no lado leste do antigo Cleveland Municipal Stadium, a encarnação atual também está localizada no extremo leste do Estádio Huntington Bank Field e ainda apresenta centenas de fãs vestidos de laranja e marrom ostentando vários apetrechos relacionados a cães. Os fãs adotaram esse nome em 1984, depois que membros da defesa dos Browns o usaram para descrever a defesa do time.
O cornerback aposentado Hanford Dixon, que jogou toda a sua carreira pelos Browns (1981-1989), é considerado o nome da defesa "The Dawgs" em meados dos anos 80. Dixon e os colegas de equipe Frank Minnifield e Eddie Johnson latiam um para o outro e para os fãs nas arquibancadas do estádio para atiçá-los. Foi a partir da nomeação de Dixon que o Dawg Pound subseqüentemente conquistou seu título. Os fãs adotaram esse nome nos anos seguintes. Devido a esse apelido, desde o renascimento da equipe, os Browns usaram um bulldog como um logotipo alternativo.

### Browns Backers
A organização mais proeminente dos fãs de Browns é a Browns Backers Worldwide (BBW). A organização tem aproximadamente 305.000 membros e pode ser encontrados em todas as grandes cidades dos Estados Unidos e em várias bases em todo o mundo, com o maior clube em Phoenix, Arizona. Além disso, a organização tem uma considerável presença estrangeira em lugares tão distantes quanto o Egito, Austrália, Japão, Sri Lanka e a Estação McMurdo na Antártida. De acordo com o The Official Fan Club do Cleveland Browns, os dois maiores fã clubes internacionais estão em Alon Shvut e Niagara no Canadá, com Alon Shvut tendo 129 membros e Niagara com 310.
Após a aquisição do clube de futebol inglês Aston Villa, pelo ex-dono dos Browns, Randy Lerner, as lojas oficiais do Villa começaram a vender produtos do Cleveland Browns, como camisas e bolas de futebol americano. Isso aumentou o interesse na Inglaterra e fortaleceu a ligação entre os dois clubes esportivos. Os torcedores do Aston Villa criaram uma organização conhecida como Aston (Villa) Browns Backers em Birmingham.

### Fãs famosos
O Cleveland Browns foi o time favorito de Elvis Presley. Isso porque seu amigo Gene Hickerson - com quem ele jogou futebol americano em sua juventude em Memphis - foi contratado pelos Browns em 1957 e jogou lá durante toda a sua carreira até 1973.
O lutador e comentarista do WWE, Jerry "The King" Lawler - embora tenha passado a maior parte de sua vida em Memphis - passou parte de sua infância na área de Cleveland e é fã dos Browns. Companheiros de wrestling da WWE, The Miz e Dolph Ziggler (ambos nativos de Cleveland) também são fãs.
Outro fã da equipe é a lenda do beisebol Hank Aaron. Outros famosos fãs de Browns incluem Arsenio Hall, Drew Carey, Patricia Heaton (seu pai, Chuck Heaton, foi jornalista esportivo do The Plain Dealer, que cobriu os Browns e escreveu dois livros sobre o time), Terri Garr, Condoleezza Rice, Machine Gun Kelly, Paul Adelstein e Brad Paisley.

## Recordes

### Recordes em uma temporadas
Passando
- Jardas passadas: 4,132 – Brian Sipe (1980)
- Passes para touchdowns: 30 – Brian Sipe (1980)
- Passes completados: 337 – Brian Sipe (1980)
- Passes tentados: 567 – Brian Sipe (1981)
- Passe mais longo completo: 99 jardas – Otto Graham (1947) e Jeff Garcia (2014)

Correndo
- Jardas terrestres: 1,863 – Jim Brown (1963)
- Corridas: 309 – Reuben Droughns (2005)
- Touchdowns terrestres: 17 – Jim Brown (1965 e 1958)
- Mais longa corrida: 92 jardas – Nick Chubb (2018)
- Jardas terrestres por jogo: 133,1 jardas – Jim Brown (1963)

Recebendo
- Recepções: 89 – Ozzie Newsome (1983 e 1984) e Kellen Winslow (2006)
- Jardas recebidas: 1,646 – Josh Gordon (2013)
- Touchdowns recebidos: 16 – Braylon Edwards (2007)

Retornos
- Mais retornos de Punt: 49 – Gerald McNeil (1989)
- Mais longo punt retornado: 93 jardas – Travis Benjamin (2012)
- Mais longo kickoff retornado: 104 jardas – Carl Ward (1967)

Chutes
- Field goals: 30 – Phil Dawson (2008)
- Extra Points convertidos: 51 – Lou Groza (1966)
- Punts: 108 – Chris Gardocki (2000)
- Jardas no Punt: 4,919 – Chris Gardocki (2000)

### Recordes na carreira
- Jardas passadas: 23,713 - Brian Sipe (1974–1983)
- Passes para touchdowns: 174 - Otto Graham (1946–1955)
- Jardas terrestres: 12,312 - Jim Brown (1957–1965)
- Touchdowns terrestres: 104 - Jim Brown (1957–1965)
- Recepções: 662 - Ozzie Newsome (1978–1990)
- Jardas recebidas: 7,980 - Ozzie Newsome (1978–1990)
- Passes interceptados: 124 - Clay Matthews (1978–1993)
- Field goals: 305 - Phil Dawson (1999–2012)
- Pontos: 1,608 - Lou Groza (1946–1967)
- Total touchdowns: 126 - Jim Brown (1957–1965)
- Média de retorno de punt: 43,0 - Raymond Jackson (1999-2001)
- Média de retorno de Kickoff: 37,0 - Al Akins (1946)
- Sacks: 62,0 - Clay Matthews (1978–1993)
- Tackles: 1,430 - Clay Matthews (1978–1993)
- Vitórias (treinador): 158 - Paul Brown (1946–1962)

## Jogadores

### Hall da Fama do Pro Football
O Cleveland Browns tem o quarto maior número de jogadores consagrados no Hall da Fama do Pro Football com um total de 16 jogadores consagrados eleitos com base em sua atuação com os Browns, e mais oito jogadores ou técnicos eleitos que passaram pelo menos um ano com os Browns. Otto Graham foi o primeiro jogador dos Browns a ser consagrado como membro da classe de 1965 e o mais recente jogador dos Browns a ser incluído no Hall da Fama do Pro Football é Gene Hickerson, que foi membro da turma de 2007.
| Introdução                                        | No.        | Nome              | Temporada           | Posição    |
| ------------------------------------------------- | ---------- | ----------------- | ------------------- | ---------- |
| 1965                                              | 60, 14     | Otto Graham       | 1946–1955           | QB         |
| 1967                                              | —          | Paul Brown        | 1946–1962           | Treinador  |
| 1968                                              | 76, 36     | Marion Motley     | 1946–1953           | FB         |
| 1971                                              | 32         | Jim Brown         | 1957–1965           | FB         |
| 1974                                              | 46, 76     | Lou Groza         | 1946–1959 1961–1967 | OT K       |
| 1975                                              | 56, 86     | Dante Lavelli     | 1946–1956           | WR         |
| 1976                                              | 53, 80     | Len Ford          | 1950–1957           | DE         |
| 1977                                              | 30, 45, 60 | Bill Willis       | 1946–1953           | T, OG      |
| 1977                                              | —          | Forrest Gregg *   | 1975–1977           | Treinador  |
| 1981                                              | 77         | Willie Davis *    | 1958–1959           | DE         |
| 1982                                              | 83         | Doug Atkins *     | 1953–1954           | DE         |
| 1983                                              | 49         | Bobby Mitchell    | 1958–1961           | WR, RB, HB |
| 1983                                              | 42         | Paul Warfield     | 1964–1969 1976–1977 | WR         |
| 1984                                              | 74         | Mike McCormack    | 1954–1962           | OT         |
| 1985                                              | 22, 52     | Frank Gatski      | 1946–1956           | C          |
| 1987                                              | 18         | Len Dawson *      | 1960–1961           | QB         |
| 1993                                              | 65         | Chuck Noll *      | 1953–1959           | RG LB      |
| 1994                                              | 44         | Leroy Kelly       | 1964–1973           | RB         |
| 1995                                              | 72         | Henry Jordan *    | 1957–1958           | DT         |
| 1997                                              | 96, 44     | Don Shula *       | 1951–1952           | DB         |
| 1998                                              | 29         | Tommy McDonald *  | 1968                | WR         |
| 1999                                              | 82         | Ozzie Newsome     | 1978–1990           | TE         |
| 2003                                              | 64         | Joe DeLamielleure | 1980–1984           | OG         |
| 2007                                              | 66         | Gene Hickerson    | 1958–1960 1962–1973 | OG         |
| * Performance com Browns incidentais para indução |            |                   |                     |            |

### Lendas
O programa de lendas de Cleveland Browns homenageia os ex-Browns que fizeram contribuições notáveis para a história da franquia. Além de todos os membros do Hall of Fame listados acima, a lista inclui:
| Introdução | No.      | Nome               | Posição | Temporada           |
| ---------- | -------- | ------------------ | ------- | ------------------- |
| 2001       | 19       | Bernie Kosar       | QB      | 1985–1993           |
| 2001       | 92       | Michael Dean Perry | DE      | 1989–1994           |
| 2001       | 34       | Greg Pruitt        | RB      | 1973–1981           |
| 2001       | 26       | Ray Renfro         | WR      | 1952–1963           |
| 2002       | 57       | Clay Matthews      | LB      | 1978–1993           |
| 2002       | 17       | Brian Sipe         | QB      | 1974–1983           |
| 2002       | 58/88    | Mac Speedie        | WR      | 1946–1952           |
| 2003       | 29       | Hanford Dixon      | DB      | 1981–1989           |
| 2003       | 74/79    | Bob Gain           | DT      | 1952–1964           |
| 2003       | 77/80    | Dick Schafrath     | OT      | 1959–1971           |
| 2004       | 86       | Gary Collins       | WR      | 1962–1971           |
| 2004       | 42/82    | Tommy James        | DB/P    | 1948–1955           |
| 2004       | 40/86    | Dub Jones          | WR      | 1948–1955           |
| 2004       | 43       | Mike Pruitt        | RB      | 1976–1984           |
| 2005       | 31       | Frank Minnifield   | DB      | 1984–1992           |
| 2005       | 13       | Frank Ryan         | QB      | 1962–1968           |
| 2005       | 72       | Jerry Sherk        | DL      | 1970–1981           |
| 2005       | 64/84    | Jim Ray Smith      | OT      | 1956–1962           |
| 2006       | 20/21/44 | Earnest Byner      | RB      | 1984–1988 1994–1995 |
| 2006       | 73       | Doug Dieken        | OT      | 1971–1984           |
| 2006       | 82       | Jim Houston        | LB      | 1960–1972           |
| 2006       | 34       | Walt Michaels      | LB      | 1952–1961           |
| 2007       | 12       | Don Cockroft       | K       | 1968–1980           |
| 2007       | 59/84    | Horace Gillom      | P       | 1947–1956           |
| 2007       | 80       | Bill Glass         | DE      | 1962–1968           |
| 2007       | 34       | Kevin Mack         | RB      | 1985–1993           |
| 2008       | 71       | Walter Johnson     | DT      | 1965–1976           |
| 2008       | 24/80    | Warren Lahr        | DB      | 1949–1959           |
| 2008       | 21       | Eric Metcalf       | RB      | 1989–1994           |
| 2008       | 84/86    | Paul Wiggin        | DE      | 1957–1967           |
| 2010       | 63       | Cody Risien        | OT      | 1979–1989           |
| 2010       | 60       | John Wooten        | OG      | 1959–1967           |
| 2011       | 50       | Vince Costello     | LB      | 1957–1966           |
| 2011       | 54       | Tom DeLeone        | C       | 1974–1984           |
| 2012       | 22       | Clarence Scott     | DB      | 1971–1983           |
| 2012       | 48       | Ernie Green        | RB      | 1962–1968           |
| 2013       | 35       | Galen Fiss         | LB      | 1956–1966           |
| 2013       | 34/64    | Abe Gibron         | G       | 1950–1956           |
| 2014       | 68       | Robert Jackson     | OG      | 1975–1985           |
| 2014       | 89       | Milt Morin         | TE      | 1966–1975           |
| 2015       | 70       | Don Colo           | DT      | 1953–1958           |
| 2015       | 79       | Bob Golic          | NT      | 1982–1988           |
| 2016       | 52       | Dick Ambrose       | LB      | 1975–1983           |
| 2016       | 27       | Thom Darden        | FS      | 1972–1981           |
| 2017       | 30       | Bernie Parrish     | DB      | 1959-1966           |
| 2017       | 74       | Tony Adamle        | LB/FB   | 1947–1951, 1954     |
| 2018       | 40       | Erich Barnes       | DB      | 1965-71             |
| 2018       | 51       | Eddie Johnson      | LB      | 1981-1990           |

### Números aposentados
| No. | Nome        | Temporada       | Posição |
| --- | ----------- | --------------- | ------- |
| 14  | Otto Graham | 1946–1955       | QB      |
| 32  | Jim Brown   | 1957–1965       | FB      |
| 45  | Ernie Davis | 1962            | HB      |
| 46  | Don Fleming | 1960-62         | S       |
| 76  | Lou Groza   | 1946-59, '61-67 | OL/K    |

De 1993 a 2013, o número 19 foi retirado oficialmente de Bernie Kosar. Em 2014, Miles Austin pediu e recebeu permissão de Kosar para vestir 19, a camisa retornou à circulação regular para os Browns.

### Anel de Honra
A partir de 2010, os Browns estabeleceram um Ringue de Honra, homenageando os grandes nomes do passado por terem seus nomes exibidos no convés superior do Huntington Bank Field. A aula inaugural no Ringue de Honra dos Browns foi revelada em 19 de setembro de 2010 e contou com os 16 membros do Hall of Fame listados acima que entraram no Hall of Fame como Browns.

### Estátuas
A equipe homenageou dois de seus ex-funcionários com estátuas - o falecido dono Alfred Lerner (em frente à sede da equipe / academia) e Jim Brown (em frente ao Estádio First Energy).

## Meios de comunicação
WKNR (850 AM), WKRK-FM (92.3 FM) e WNCX (98.5 FM) servem como estações para a rede de rádio dos Browns. O narrador, Jim Donovan, narra os jogos em casa, ao lado do comentarista Doug Dieken, ex-jogador do Browns, e do repórter Nathan Zegura. O WLFM-LP (87.7 FM) serve como a saída em espanhol da equipe.
A WEWS-TV (canal de TV 5) serve como transmissão de TV dos Browns, transmitindo programação de equipes durante todo o ano, bem como jogos de pré-temporada sem rede. Jay Crawford serve como narrado e o ex-quarterback dos Browns, Tim Couch, é o comentarista com o ex-quarterback dos Browns Bernie Kosar e Dustin Fox sendo analistas secundários. A SportsTime Ohio (STO) é o ponto de conexão para a equipe, transmitindo várias programações relacionadas aos Browns durante a temporada. A STO já havia servido como ponto de conexão da equipe desde sua fundação em 2006 até 2014.
A equipe de produção dos Browns ganhou um par de prêmios Emmy do Lower Great Lakes Emmy Awards em 2005. Um foi para um especial no horário nobre homenageando a equipe de 1977 e um foi para um comercial (The Paperboy).